# Río Cañas (Ponce)
Río Cañas, también conocido como río Canas, es un río en Ponce, Puerto Rico.
El río tiene su origen en el Cerro Avispa, del Barrio Guaraguao del municipio de Ponce, y desemboca en el Río Matilde, en el barrio Canas de Ponce. El río progresa a través del barrio Guaraguao en dirección sur, cruzando luego los barrios de Magueyes y Magueyes Urbano, hasta llegar al barrio Canas Urbano donde se encuentra con el río Matilde y donde hace su desembocadura. El río tiene una distancia de 14 kilómetros.
La elevación en el origen del río Canas es de 930 pies de altura. La elevación en su punto de desembocadura es de 15 pies.
Al río Canas también se le conoce como el río Magueyes en el área de su tránsito por el barrio Magueyes. El río Canas es uno de los 14 ríos en el municipio de Ponce.

## Origen
El río se origina en el Cerro Avispa, del barrio Guaraguao, cerca del límite del municipio de Ponce con el municipio de Adjuntas y fluye hacia el sur dirigiéndose hacia el mar Caribe. 
La antigua Hacienda Buena Vista en el barrio Magueyes, y que ahora funge como un museo de la trituración del café, hizo uso de la fuerza del Río Canas durante las primeras décadas del siglo XX a fin de voltear las turbinas que se usaban para moler dicho grano producido en la hacienda, haciendo uso de un elaborado sistema de canales.

## Curso
El río fluye en dirección sur paralelo a la carretera número 123 (PR-123), la antigua carretera de Adjuntas a Ponce. El río entra la zona urbana de Ponce en el área del barrio Magueyes Urbano antes de acercarse a la carretera número 132 (PR-132), la carretera rural de Ponce a Peñuelas. Esta área de la PR-132 se le conoce como la calle Villa Final, y el río cruza la calle Villa Final immediatamente antes de la entrada a la urbanización Jardines del Caribe desde la calle Villa Final. Río Canas corre entonces paralelo a la calle East Main de la urbanización Jardines del Caribe, y cruza la avenida Las Américas (PR-163), immediatamente al lado este de la intersección de la carretera PR-163 con la PR-500. Continuando hacia el sur, Río Cañas se une al Río Pastillo, a medida que se acerca a la calla Barayama en la parte noroeste de la Urbanización Río Cañas, donde, tras esta unión, se convierte en el Río Matilde.
El gobierno de Puerto Rico tiene planes de canalizar el río Canas.

## Geología del río
El área donde se unen los ríos Canas y Pastillo es un área rica en piedra caliza.

## Vida pecuaria
En un estudio realizado en el año 2008, se encontró que a 5.6 km NNW de Ponce el Río Canas fluye a una altitud de 220.8m; a una altura de 5.0 km NNW de Ponce fluye a una altitud de 164.2m; a una altura de 3.1 km NW de Ponce fluye a una altitud de 57.7m; y a una altura de 2.0 km NW de Ponce el río fluye a una altitud de 30.0m.